# 8620 Lowkevrudolph
A 8620 Lowkevrudolph (ideiglenes jelöléssel (8620) 1981 EK5) a Naprendszer kisbolygóövében található aszteroida. Schelte J. Bus fedezte fel 1981. március 2-án.